# Trisector
Trisector ist das zehnte Studioalbum der britischen Progressive-Rock-Band Van der Graaf Generator das im März 2008 bei Virgin/EMI veröffentlicht wurde. Es ist das erste Album, das Van der Graaf Generator als Trio aufgenommen hatte, nachdem Saxophonist David Jackson die Band nach der Tournee 2005 verlassen hatte.
Die Titel für das Album wurde vom 2. bis 13. Juli 2007 im The Gaia Centre, Delabole, Cornwall aufgenommen. Overdubs wurden später hinzugefügt und abgemischt.
Mit der die Verkleinerung der Band zum Trio, nach dem Weggang Jacksons, wurden Hugh Bantons Beiträge an den Keyboards wichtiger. Die Musik wurde dichter und melodiöser, behielt jedoch ihre Komplexität unverändert bei. Trotz des stilistischen Wandels klingt die Musik aber immer noch nach Van der Graaf Generator mit ihrem Mix aus Artrock mit Jazzeinflüssen. Die Songs wurden erheblich kürzer und nur Over the Hill dauert länger als sieben Minuten. Die Düsternis in den Texten wurde beibehalten, so handelt Lifetime beispielsweise davon, dass man eigentlich schon direkt nach der Geburt bereits zu Sterben beginnt.

## Titelliste
Alle Titel wurden von Hugh Banton, Guy Evans und Peter Hammill geschrieben, außer Lifetime von Hammill.
- The Hurlyburly (instrumental) – 4:38
- Interference Patterns – 3:52
- The Final Reel – 5:49
- Lifetime (Hammill) – 4:47
- Drop Dead – 4:53
- Only in a Whisper – 6:44
- All That Before – 6:29
- Over the Hill – 12:29
- (We Are) Not Here – 4:04

## Rezeption
Die Kritiken auf Trisector fielen überwiegend positiv aus. François Couturier bemängelt auf AllMusic, dass einige Songs dazu neigen etwas lang zu sein, dennoch: „… das Songwriting ist stark, die Einstellung ist aufrichtig, und die Gruppe schafft es, eine überzeugende und lebensfähige Version von Van Der Graaf Generator für das 21. Jahrhundert zu präsentieren.“ Seiner Meinung nach tendiert Trisector musikalisch eher nach Hammills Soloprojekten denn nach Van der Graaf Generator der 1970er Jahre zu klingen. Auf dem Progressive-Rock-Musikportal Babyblaue Seiten meint Andreas Pläschke: „Diese CD ist grandios. VdGG sind im neuen Jahrtausend angekommen, und wie…“ Jochen Rindfrey hält Trisector nicht für so gelungen wie sein Vorgängeralbum Present, „Aber Herren um die 60 kann man nicht vorwerfen, dass sie es mal etwas ruhiger angehen lassen. Zum alten Eisen gehören VdGG jedenfalls nicht.“ Einhellig werden Evans’ Schlagzeug- und Bantons Orgelspiel hervorgehoben und das Album erhielt zweimal 11 und einmal 13/15 Punkten.
Auf Prog Archives fielen die Bewertung von 542 Benutzern mit 3,51/5 Punkten verhaltener aus, wobei die Mehrheit von 42 % der Nutzer vier Punkte vergaben.
Das Musikmagazin Eclipsed stellte Trisector als Album des Monats mit der Bewertung „phänomenal“ vor.

## Besetzung
- Peter Hammill: Gesang, E-Gitarre, Keyboard
- Hugh Banton: Orgel, Bass
- Guy Evans: Schlagzeug, Perkussion